# Stardust Crusaders
Stardust Crusaders (スターダストクルセイダース Sutādasuto Kuruseidāsu?, "Stjärnstoffs-korsfararna") är en shōnen-manga som skrevs och tecknades av Hirohiko Araki, och gavs ut av Shueisha i Weekly Shōnen Jump mellan 1989 och 1992. Mangan är den tredje i serien Jojo's Bizarre Adventure, och är den mest populära delen.

## Handling

### Miljö och figurer
Serien utspelar sig 1989, och följer Jotaro Kujo, hans morfar Joseph Joestar, deras kompanjoner Muhammad Avdol, Noriaki Kakyoin och Jean Pierre Polnareff, samt hunden Iggy, på deras resa från Japan till Egypten. Flera av figurerna har "Stands" - en sorts övernaturlig kraft som är en fysisk form av dess användares kämpaglöd och psyke. Stand-användare kan bland annat använda sina Stands för att skydda sig själva och för att slåss med.

### Intrig
En vampyr vid namn Dio har tagit över Josephs döde farfar Jonathans kropp, och utvecklat ett Stand. På grund av detta har även de andra personerna i familjen Joestar utvecklat Stands, inklusive Jotaros mor Holly Kujo, som till skillnad från de övriga inte klarar av att kontrollera det och därför kommer att dö av påfrestningen inom 50 dagar. Jotaro, Joseph, Avdol, Kakyoin och Polnareff beger sig iväg mot Egypten, där de tror att Dio är, för att döda honom och bryta kopplingen mellan honom och Joestar-familjen, och därmed rädda Holly. På väg mot Egypten blir gruppen attackerad av flera av Dios lakejer, som alla är Stand-användare, med Stands som representerar olika tarotkort. När de når Egypten ansluter sig Iggy till sällskapet, och de börjar bli anfallna av Stand-användare med Stands som representerar egyptiska gudar, såsom Thot och Anubis. Gruppen lyckas ändå ta sig vidare till Kairo, där de hittar Dios herrgård och delar upp sig i två grupper. Medan Polnareff, Avdol och Iggy letar efter Dio möter de hans högra hand, en vampyr och Stand-användare vid namn Vanilla Ice, som med sitt Stand Cream har ihjäl Avdol och Iggy; Polnareff lyckas dock utsätta Vanilla Ice för direkt solsken, vilket dödar honom.
Polnareff möter Dio, vars Stand visar sig vara The World, som representerar tarotkortet Världen; Polnareff förstår dock inte hur The World fungerar. Han återförenas med Jotaro, Joseph och Kakyoin, och jagar efter Dio genom Kairos gator. Kakyoin blir dödad, men hinner lista ut att The World har förmågan att stanna tiden för alla utom dess användare. Jotaro konfronterar Dio, och det visar sig att då Jotaro har samma typ av Stand som Dio, kan även han röra sig under några sekunder medan The World har stannat tiden. Han lyckas nästan besegra Dio och The World, men Dio återhämtar sig genom att dricka Josephs blod, och blir ännu mer kraftfull än innan. Dio försöker till slut att döda Jotaro genom att släppa ner en ångvält över honom medan tiden har stannat, vilket tvingar Jotaro att försöka använda sitt Stand på nya sätt; då hans och Dios Stands är av samma typ, lyckas även han att frysa tiden, och besegra Dio. Efter striden genomförs en blodstransfusion från Dio till Joseph, vilket får Joseph att vakna till liv igen. Jotaro och Joseph åker tillbaka till Japan, och säger farväl till Polnareff som åker hem till Frankrike. Hemma i Kujo-hushållet vaknar Holly upp, och är frisk igen.

## Produktion
Serien tecknades och skrevs av Hirohiko Araki. Huvudfiguren Jotaro baserades på skådespelaren Clint Eastwood.